# Kathy Najimy
Kathy Ann Najimy (San Diego, 6 de fevereiro de 1957) é uma atriz, humorista, dubladora e ativista norte-americana. É mais conhecida por seus papéis nos filmes Sister Act (1992), Hocus Pocus (1993) e Rat Race (2001), além de interpretar Olive Massery no sitcom Veronica's Closet e dublar a personagem  Peggy Hill na série de televisão animada King of the Hill.

## Carreira
Kathy Najimy nasceu em San Diego, Califórnia, onde estudou no Crawford High School. É de ascendência libanesa. No começo dos anos 90, Najimy iniciou sua carreira com um bom número de papéis menores. Seu primeiro papel principal foi em 1992 como a atrapalhada irmã Mary Patrick, em 1992, na comédia-musical Mudança de Hábito ("Sister Act"), ao lado de Whoopi Goldberg e Maggie Smith. O sucesso de sua personagem rendeu, no ano seguinte, a sequência Mudança de Hábito 2 ("Sister Act 2"). No mesmo ano, Kathy ainda brilhou nas telas como a personagem Mary Sanderson no longa Abracadabra ("Hocus Pocus"), uma comédia infantil de Halloween, ao lado de Bette Midler e Sarah Jessica Parker. Em 1998, fez uma pequena ponta em "A Noiva de Chucky", interpretando uma empregada de hotel que descobre os dois corpos de uma casal que foi assassinado. Em 2001, ela co-estrelou a comédia "Rat Race" (Tá Todo Mundo Louco), ao lado de grandes ícones da comédia, como Rowan Atkinson, John Cleese, Amy Smart, Cuba Gooding Jr., Seth Green, Jon Lovitz, Breckin Meyer e, novamente, Whoopi Goldberg.
Além de filmes, a atriz também fez sucesso na televisão, na série "Veronica's Closet" (1997-2001) e no drama "Chicago Hope".
Co-criou e estrelou os especiais "Kathy & Mo", na HBO.